# Zerstörergeschwader 2
Zerstörergeschwader 2 (ZG 2) foi uma asa de caças pesados da Luftwaffe durante a Segunda Guerra Mundial. Foi criada no dia 1 de Abril de 1940 em Darmstadt-Griesheim.

## Comandantes[2]
- Friedrich Vollbracht, 1 de Abril de 1940 - 4 de Setembro de 1940
- Ralph von Rettberg, Abril de 1942 - Janeiro de 1943